# Jean Bahebeck
Pour les articles homonymes, voir Jean-Christophe Bahebeck.
Jean Bahebeck est un médecin, universitaire, activiste et homme politique camerounais. Membre de l'UPC et fondamentaliste, il intervient régulièrement dans les médias. Il a créé et monté le département de chirurgie orthopédique de la faculté de médecine de Yaoundé, et formé plus de 100 chirurgiens dont cinq sont déjà professeurs de médecins comme lui.

## Biographie

### Enfance, éducation et débuts
Jean Bahebeck est un chirurgien orthopédiste formé en France. Il est responsable du service d’orthopédie et traumatologie à l’Hôpital central de Yaoundé. Jean Bahebeck est le tout premier Professeur agrege orthopédie et traumatologie au cameroun et en afrique central 
Formé en chirurgie générale à Yaoundé, il se spécialise  à Genève, de 1996 à 1999, en chirurgie orthopédique et traumatologie. 

### Carrière

#### Médicale
Jean Bahebeck exerce comme chirurgien et enseignant à Yaoundé.

#### Politique
Jean Bahebeck est régulièrement consultante par les médias pour son franc-parler. Il a été durant des années en procès contre des ministres en fonction au sein du gouvernement camerounais,.